# 산잠자리
산잠자리는 산잠자리과에 속하며 한국산 잠자리류 중 가장 큰 종류의 하나이다. 들이나 야산의 탁 트인 곳으로서 물 속에 식물이 많은 연못이나 큰 호수에서 산다. 

## 특징
활동시기는 5월 중순에서 10월 말까지이며, 몸 길이는 배 55mm~66mm이며, 뒷날개는 50-55mm 정도이다. 가슴은 광택이 강한 청남색인데 황갈색의 연한 털로 덮였고, 노란색의 굵은 줄무늬가 있다. 배의 각 마디에도 노란 띠무늬가 있다. 

## 분포
한국을 중심으로 중국(만주포함), 일본 대만에 분포한다. 